# Stanisław Możdżeński
Stanisław Możdżeński (ur. 11 lutego 1916 w Berdyczowie, zm. 24 czerwca 1980) – polski reżyser i scenarzysta filmów dokumentalnych i fabularnych.

## Życiorys
Był reżyserem, scenarzystą i realizatorem kilkudziesięciu filmów dokumentalnych m.in. o tematyce wojskowej, technicznej, turystycznej oraz podróżniczej, powstałych w latach 1947-1971. Przez większość pracy zawodowej związany był z Wytwórnią Filmową „Czołówka”. Był autorem wielu wydań Wojskowego Magazynu Filmowego „Radar”. Należał do Stowarzyszenia Filmowców Polskich.

### Filmy fabularne
- Noc poślubna (1958) – II reżyser
- Żołnierz królowej Madagaskaru (1958) – II reżyser
- Zuzanna i chłopcy (1961)
- Yokmok (1963)

## Nagrody i odznaczenia
- 1949 – III Międzynarodowy Festiwal Filmowy w Cannes – Nagroda za najlepszą fotografię w dziale filmów krótkometrażowych dla filmu Wielki Redyk
- 1951 – V Międzynarodowy Festiwal Filmowy w Edynburgu – Dyplom Uznania za film Wielki Redyk
- 1953 – III Międzynarodowy Tydzień Filmu Turystycznego i Folklorystycznego w Brukseli – Złoty medal za film Dzieło Mistrza Stwosza
- 1955 – Srebrny Krzyż Zasługi[2]
- 1964 – Konkurs Filmów Turystycznych w Warszawie – Dyplom Honorowy za film Przełom Dunajca